# Предлучни басен
Предлучни басен је депресија у морском дну, која се налази између субдукционе зоне и вулканског лука који је са њом повезан. Обично је испуњен седиментима који потичу са острвског лука, и мањим делом материјалом субдукујуће океанске коре. Фрагменти океанске коре могу такође бити обдуковани на континент као офиолити, у процесу акреције терана.
У предлучној зони могу се разликовати: предлучни басен, депресија која је ограничена стрмим унутрашњим зидом трога, који се у доњем делу заравњује; и мали гребен, који се може јавити на падини граничних делова предлучне зоне.
Пример развоја предлучног басена је горње-кредни до палеогени развој Централне долине у Калифорнији.